# Anoplodactylus haswelli
Anoplodactylus haswelli is een zeespin uit de familie Phoxichilidiidae. De soort behoort tot het geslacht Anoplodactylus. Anoplodactylus haswelli werd in 1918 voor het eerst wetenschappelijk beschreven door Flynn. 